# Voivodato di Nowogródek
Il voivodato di Nowogródek (in polacco województwo nowogródzkie) fu un'unità di divisione amministrativa della Confederazione polacco-lituana e della Polonia tra il XV secolo e il 1795 e ancora dal 1919 al 1939, con la capitale nella città di Nowogródek.

## Geografia
Nel 1921 copriva 22.692 km² ed aveva una popolazione di 800.762 abitanti (dal censimento del 1921). Si trovava nella parte nord-orientale del paese, confinante con l'Unione Sovietica a est, il voivodato di Białystok a ovest, il voivodato della Polesia a sud e il voivodato di Vilnius a nord. 
Gli abitanti del voivodato erano per il 53% polacchi, per il 38% bielorussi e il 7% ebrei. Le città erano però popolate maggiormente da polacchi e ebrei, mentre le campagne erano prevalentemente abitate da bielorussi.
Il voivodato era diviso in 8 contee con sedi nelle principali città della regione:
- Nowogródek
- Baranowicze
- Lida
- Nieśwież
- Słonim
- Stołpce
- Szczuczyn
- Wołożyn

Le province furono ulteriormente divise in 8 città e 89 comuni rurali.
Dopo l'invasione sovietica della Polonia del settembre 1939 l'area fu occupata dall'Unione Sovietica e poi, dopo il 1941, dalla Germania nazista. Dopo la seconda guerra mondiale la regione fu annessa dall'Unione Sovietica e divisa tra la RSS Lituana e la RSS Bielorussa (Regione di Navahrudak).
Voivodi: Mikołaj Krzysztof Sapieha (1618-1638), Aleksander Słuszka (1638-1643), Tomasz Sapieha (1643-1646)
| Controllo di autorità | J9U (EN, HE) 987009674788805171 |